# Mats Sundin
Mats Johan Sundin (Bromma, Stockholm, 13 februari 1971) is een ijshockeyspeler uit de NHL die inmiddels zijn carrière heeft beëindigd. Hij nam driemaal deel aan de Olympische Winterspelen en won hierbij in totaal één medaille.

## Loopbaan
Sundin begon zijn carrière in 1987 bij de Zweedse club Nacka waarmee hij 25 wedstrijden speelde op het 2e niveau van Zweden.
In 1989 speelde hij met Djurgardens IF 34 wedstrijden op het hoogste niveau, de Zweedse Elitserien.
1989 was het jaar dat hij in de NHL Entry Draft als eerste werd gekozen door de Quebec Nordiques. Hij speelde daar tot 1994, waarna hij naar de Toronto Maple Leafs ging.
Tussendoor speelde hij nog 12 wedstrijden voor Djurgardens IF.
Bij de Toronto Maple Leafs bleef hij tot 2008, daarna trok hij zich een tijdje terug in Zweden om zich te beraden over zijn carrière. Hij besloot om terug te keren naar de NHL en tekende voor 1 jaar bij de Vancouver Canucks en stopte daarna definitief.
Sundin werd met Zweden tweemaal wereldkampioen (98,03) en eenmaal Olympisch kampioen (2006).
Hij speelde ook achtmaal in het NHL All-Star team.
Op 27 november 2007 scoorde Sundin zijn 400ste goal, hij was daarmee de eerste Maple Leafs-speler die dat lukte en is nu nog steeds topscorer aller tijden voor de Leafs met 420 goals. Tevens was hij aanvoerder van 1997 tot 2008.
In 2008 werd Sundin onderscheiden met de Mark Messier Leadership Award.

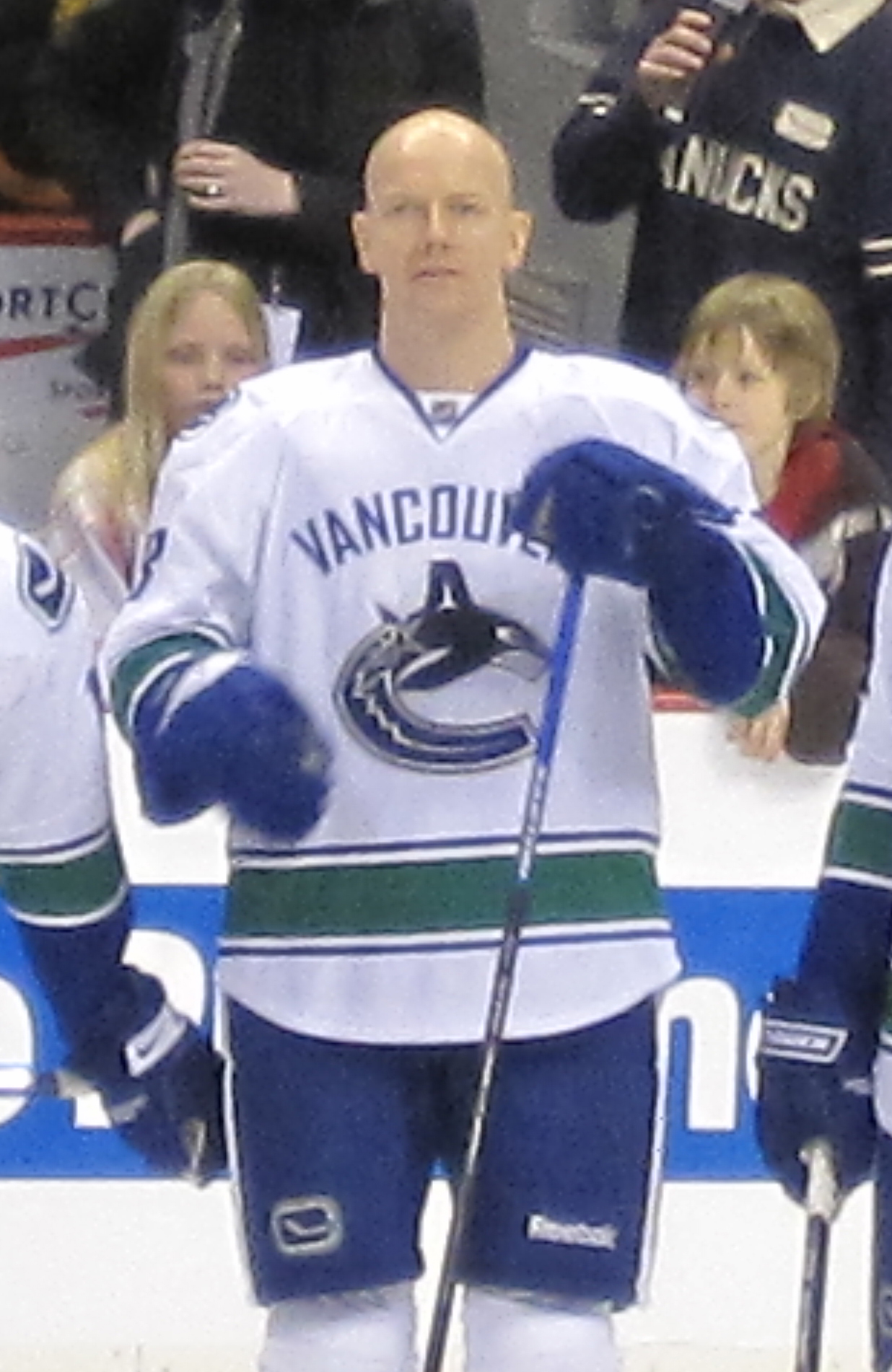
Mats Sundin (Vancouver)

## Statistieken
| Seizoen | Club                | Land   | Competitie | Wed. | G  | A  | Bijzonderheden               |
| ------- | ------------------- | ------ | ---------- | ---- | -- | -- | ---------------------------- |
| 1987/88 | Nacka HK            | Zweden | Swe Jr.    | ?    | ?  | ?  |                              |
| 1988/89 | Nacka HK            | Zweden | Swe-2      | 25   | 10 | 8  |                              |
| 1989/90 | Djurgardens IF      | Zweden | Elitserien | 34   | 10 | 8  | Zweeds Kampioen              |
| 1990/91 | Quebec Nordiques    | Canada | NHL        | 80   | 23 | 36 |                              |
| 1991/92 | Quebec Nordiques    | Canada | NHL        | 80   | 33 | 43 |                              |
| 1992/93 | Quebec Nordiques    | Canada | NHL        | 80   | 47 | 67 |                              |
| 1993/94 | Quebec Nordiques    | Canada | NHL        | 84   | 32 | 53 |                              |
| 1994/95 | Djurgardens IF      | Zweden | Elitserien | 12   | 7  | 2  |                              |
| 1994/95 | Toronto Maple Leafs | Canada | NHL        | 47   | 23 | 24 |                              |
| 1995/96 | Toronto Maple Leafs | Canada | NHL        | 76   | 33 | 41 |                              |
| 1996/97 | Toronto Maple Leafs | Canada | NHL        | 82   | 41 | 53 |                              |
| 1997/98 | Toronto Maple Leafs | Canada | NHL        | 82   | 33 | 41 |                              |
| 1998/99 | Toronto Maple Leafs | Canada | NHL        | 82   | 31 | 52 |                              |
| 1999/00 | Toronto Maple Leafs | Canada | NHL        | 73   | 32 | 41 |                              |
| 2000/01 | Toronto Maple Leafs | Canada | NHL        | 82   | 28 | 46 |                              |
| 2001/02 | Toronto Maple Leafs | Canada | NHL        | 82   | 41 | 39 |                              |
| 2002/03 | Toronto Maple Leafs | Canada | NHL        | 75   | 37 | 35 |                              |
| 2003/04 | Toronto Maple Leafs | Canada | NHL        | 81   | 31 | 44 |                              |
| 2004/05 | Toronto Maple Leafs | Canada | NHL        | 0    | 0  | 0  | Geen competitie ivm staking. |
| 2005/06 | Toronto Maple Leafs | Canada | NHL        | 70   | 31 | 47 |                              |
| 2006/07 | Toronto Maple Leafs | Canada | NHL        | 75   | 27 | 49 |                              |
| 2007/08 | Toronto Maple Leafs | Canada | NHL        | 74   | 32 | 46 |                              |
| 2008/09 | Vancouver Canucks   | Canada | NHL        | 41   | 9  | 19 |                              |

- International Standard Name Identifier: 0000 0000 7633 8156
- Virtual International Authority File: 140149066419665601120